# Silene conformifolia
Silene conformifolia är en nejlikväxtart som först beskrevs av Preobr., och fick sitt nu gällande namn av Preobr. och Boris Konstantinovich Schischkin. Silene conformifolia ingår i släktet glimmar, och familjen nejlikväxter. Inga underarter finns listade i Catalogue of Life.